# Autillo de Campos
Autillo de Campos é um município da Espanha na província de Palência, comunidade autónoma de Castela e Leão, de área 30,53 km² com população de 176 habitantes (2007) e densidade populacional de 5,76 hab./km².

## Demografia
| Variação demográfica do município entre 1991 e 2004 | Variação demográfica do município entre 1991 e 2004 | Variação demográfica do município entre 1991 e 2004 | Variação demográfica do município entre 1991 e 2004 |
| --------------------------------------------------- | --------------------------------------------------- | --------------------------------------------------- | --------------------------------------------------- |
| 1991                                                | 1996                                                | 2001                                                | 2004                                                |
| 214                                                 | 198                                                 | 192                                                 | 191                                                 |